# Lesotho Defence Force

LDF-Bataillon mit Generalmajor Samuel Mokoro (2009)

Die Lesotho Defence Force (LDF; deutsch „Streitkräfte Lesothos“) sind die Streitkräfte des Königreichs Lesotho.

## Geschichte

### Vorgeschichte als Police Mobile Unit
Nach der Unabhängigkeit Lesothos 1966 war die Lesotho Mounted Police die einzige Sicherheitsbehörde des Landes. Dazu zählte die 1963 gegründete, paramilitärische Police Mobile Unit (PMU). 1970 waren es britische Berater der PMU, die Premierminister Leabua Jonathan von der Basotho National Party (BNP) rieten, die damalige Parlamentswahl 1970 für ungültig erklären zu lassen, welche die oppositionelle Basutoland Congress Party (BCP) gewonnen hatte. Bei den nachfolgenden Unruhen brach die PMU den Widerstand der BCP-Anhänger. Der verantwortliche britische PMU-Kommandeur Fred Roach war offensichtlich ein Agent des South African Bureau of State Security (BOSS) und wurde 1972 des Landes verwiesen, nachdem er andere BNP-Politiker zum Putsch gegen Jonathan anstiften wollte. 1974 war die PMU mit BNP-nahen Gruppen an der Ermordung von rund 1000 Oppositionellen beteiligt. Im Juli desselben Jahres wurde mit Justin Metsing Lekhanya erstmals ein Mosotho Kommandeur der PMU. Zur Bekämpfung der oppositionellen Lesotho Liberation Army (LLA) erhielt die Police Mobile Unit zusätzliche Waffen und über den Internal Security Amendment Act („Ergänzung zum Gesetz über innere Sicherheit“) größeren Einfluss. Die Bekämpfung der LLA war jedoch nur wenig erfolgreich, wobei auch die LLA eher geringe Wirkung erzielte. Jonathan war auf die PMU angewiesen – die zusätzlich erhaltene Macht führte zu Korruption und Flügelkämpfen innerhalb der PMU. Die ersten Flugzeuge erhielt sie 1978.

### Lesotho Paramilitary Force und Royal Lesotho Defence Force
1980 wurde die PMU von der Polizei abgetrennt und erhielt die Bezeichnung Lesotho Paramilitary Force (LPF). Als Hauptquartier wurde die Makoanyane-Kaserne in der Hauptstadt Maseru errichtet, am Stadtrand südöstlich des Zentrums.
Jonathans Kurs der Annäherung an kommunistische Regime führte zu einer Abwendung der LPF von dessen Regierung. Mit Hilfe des Apartheid-Regimes in Südafrika gelang am 20. Januar 1986 unter Lekhanya ein Putsch gegen die lesothische Regierung. Daraufhin bildeten führende Militärs das Military Council („Militärrat“); jede politische Betätigung wurde verboten. Anfangs wurde König Moshoeshoe II. in seiner Position gestärkt und die LPF in Royal Lesotho Defence Force (RLDF) umbenannt. Einige prominente Anhänger Jonathans, wie Desmond Sixishe, wurden von hochrangigen Offizieren ermordet. Rund 1600 Männer unterstanden dem Kommando; sie waren mit leichten Waffen, gepanzerten Fahrzeugen und einigen kleineren Flugzeugen ausgestattet. 1991 erzwangen mehrere rangniedere Offiziere den Sturz Lekhanyas, woraufhin der spätere General Elias Phisoana Ramaema das Amt des Chefs der Militärregierung übernahm. Er setzte eine Rückkehr zur Demokratie durch, bestand aber auch darauf, dass das Militär im Council of State („Staatsrat“) vertreten sei, womit er die Kontrolle der Armee durch die Regierung erschwerte. Die Armee war bis dahin auf 2300 Mann angewachsen.

### Lesotho Defence Force

#### Nach der Rückkehr zur Demokratie
Nach der Wahl Ntsu Mokhehles 1993 als neuer Premierminister verlangten zahlreiche Soldaten der nunmehr Lesotho Defence Force genannten Armee eine Gehaltsverdoppelung und verweigerten den Befehl, da sie die Wahl Mokhehles und seinen Wunsch, frühere LLA-Kämpfer zu integrieren, nicht akzeptierten. Der Kommandeur Obed Metsing musste zurücktreten. Im Januar 1994 kam es zu Kämpfen zwischen Soldaten zweier Kasernen in Maseru. Im Juli 1994 wurde der stellvertretende Premierminister Selometsi Baholo durch Soldaten getötet; andere Minister wurden in der Makoanyane-Kaserne interniert. Im August wagte König Letsie III. mit Hilfe der Militärs – vor allem Lekhanyas – einen Putsch. Nach vier Wochen wurde die demokratisch gewählte Regierung auf Druck Südafrikas, Botswanas und Simbabwes wieder eingesetzt. Allerdings wurde den Putschisten Straffreiheit gewährt. Offiziere der drei Staaten hielten Seminare über die Rolle einer Armee in einem demokratischen Staat. 1996 wurde erstmals ein Verteidigungsminister berufen und ein ziviles Defence Council im Verteidigungsministerium eingerichtet.
1997 umstellte die LDF das Hauptquartier der Polizei und zwang die Polizisten zur Aufgabe, nachdem 1995 drei Polizeioffiziere getötet worden waren und die Polizei die Aufklärung des Falles verweigert hatte. Nach deren Festnahme kam es aber innerhalb der LDF zu einer weiteren Meuterei. 1998 wurden 28 höhere Offiziere von Soldaten abgesetzt, darunter der Kommandeur, General Mosakeng, der die Festnahme meuternder Offiziere angeordnet hatte. Nachdem der südafrikanische Verteidigungsminister Joe Modise und andere Staatsmänner der Region vergeblich die LDF zum Einlenken aufgefordert hatte, kam es ab dem 22. September 1998 zur Intervention Operation Boleas durch Truppen der South African National Defence Force und der Botswana Defence Force. Bei Kämpfen an der Katse-Talsperre und der Makoanyane-Kaserne starben 40 Basotho. 40 LDF-Offiziere konnten verhaftet werden, viele der gesuchten Soldaten konnten jedoch fliehen. Teile von Maseru, Mafeteng, Mohale’s Hoek und Roma wurden von einheimischen Soldaten niedergebrannt. Erst im Mai 1999 verließen die Interventionstruppen das Land. Eine 300 Mann starke Truppe der Southern African Development Community blieben in Lesotho, um die LDF neu zu strukturieren.
Danach verhielt sich die LDF zu den demokratisch gewählten Regierungen lange Zeit loyal. Ab 2001 wurde die LDF von indischen Militärs des Indian Army Training Team trainiert. Seit 2003 wurden 219 Soldaten von der Volksbefreiungsarmee in China ausgebildet (Stand 2017).

#### Geschehen seit 2014
Am 30. August 2014 besetzten Angehörige des Militärs das Hauptquartier des Lesotho Mounted Police Service sowie einen Rundfunksender und umstellten mehrere Regierungsgebäude, so dass der Premierminister, Oberbefehlshaber und Verteidigungsminister Tom Thabane nach Südafrika floh. Thabane hatte am Vortag den Kommandeur Kennedy Tlali Kamoli durch Maaparankoe Mahao abgelöst; Kamoli weigerte sich jedoch, das Amt zu übergeben. Thabane kehrte unter dem Schutz südafrikanischer Polizisten zurück. Mahao konnte sein Amt faktisch nicht antreten.
Die Krise mündete in den Wahlen 2015, bei denen die Kamoli-treuen Parteien zwar Stimmen verloren, aber die Regierung übernehmen konnten. Kamoli kehrte nach der Wahl wie Mahao von einem erzwungenen Auslandsaufenthalt zurück. Unter der neuen Regierung war er faktisch und ohne offizielle Ernennung Kommandeur, wogegen Mahao gerichtlich vorging. Am 22. Mai 2015 wurde Kamoli offiziell und rückwirkend zum 30. August 2014 von der Regierung zum Kommandeur ernannt. Am 25. Juni wurde Mahao von Soldaten ermordet. Bereits vorher waren rund 50 Soldaten von Kollegen festgenommen und gefoltert worden. Die Soldaten wurden beschuldigt, mit Mahao einen Putsch geplant zu haben. Im Dezember 2017 wurden die letzten von ihnen freigesprochen.
Als Folge der Ermordung Mahaos setzte die Southern African Development Community (SADC) die Phumaphi-Kommission ein, deren Bericht im November 2015 vorlag. Die lesothische Regierung stimmte aber erst im Januar 2016 der Veröffentlichung zu, nachdem ihr die Suspendierung der SADC-Mitgliedschaft angedroht worden war. Der Bericht empfiehlt unter anderem die Entfernung Kamolis aus seinem Amt.

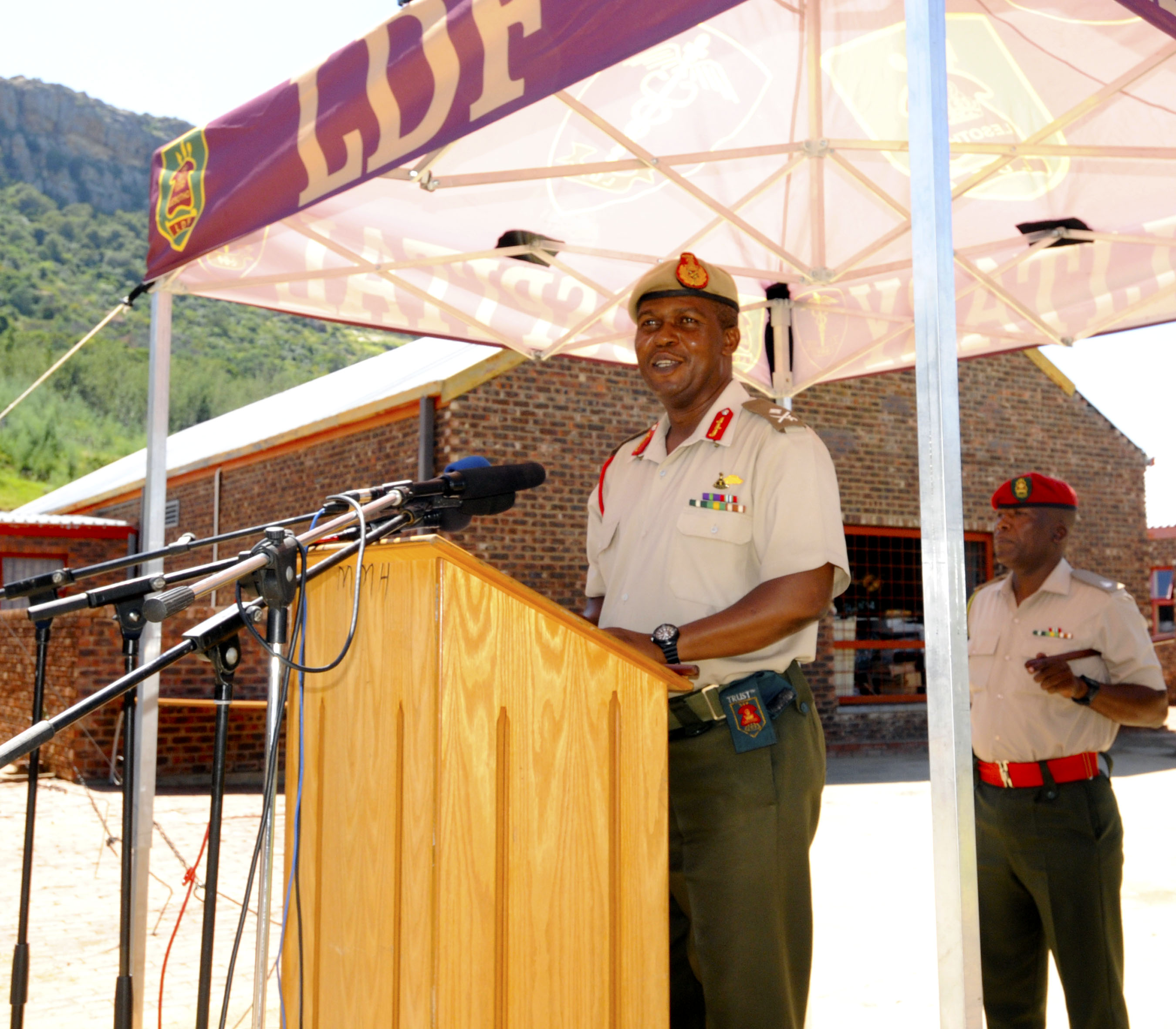
Motšomotšo noch als stellvertretender Kommandeur (2014)

Am 8. November 2016 gab die Regierung bekannt, dass Kamoli gemäß den Vorgaben sein Amt am 1. Dezember des Jahres an Major General Khoantle Motšomotšo abgeben werde. Bei der Übergabe wurde deutlich, dass die Regierung auf Druck von außen handelte. Motšomotšo galt als loyal zu Kamoli und wurde zum Generalleutnant befördert.
Nach dem Wahlsieg Thabanes bei den Wahlen 2017 gaben die südafrikanische Regierung und Armee Thabane Rückendeckung für eine Aufklärung der Vorfälle in den Jahren 2014 und 2015.
Am 5. September 2017 wurde Kommandeur Motšomotšo von zwei entlassenen Offizieren in seinem Haus erschossen. Die beiden Offiziere, die auch im Verdacht gestanden hatten, Mahao getötet zu haben, wurden von Leibwächtern ebenfalls erschossen. Offenbar wollten sie einen Putsch durchführen. Kurz vor der Tat hatten sie sich mit Kamoli getroffen. Die SADC kündigte nach dem Anschlag an, Truppen in Lesotho stationieren zu wollen, schickte aber vorerst nur eine kleine Einheit, um Thabane bei der Strafverfolgung von Militärs zu assistieren. Kamoli wurde im Oktober vor Gericht gestellt und des Mordes angeklagt. Die eigentlich vorgesehenen, 258 Mann starken SADC-Truppen wurden ab dem 25. November in Lesotho stationiert. Ihre Mission wurde als SAPMIL (SADC Preventive Mission in Lesotho) bezeichnet. Am 23. Januar 2018 wurde der vormalige Kommandeur des Air Wing Generalleutnant Mojalefa Exavery Letsoela neuer Kommandant. Im November 2018 wurde der SAPMIL-Einsatz beendet.

## Organisation
Die LDF soll die territoriale Integrität und Souveränität Lesothos sowie dessen Verfassung schützen. Daneben hat sie folgende Aufgaben:
- Unterstützung bei der Erhaltung von Leben, Gesundheit und Eigentum
- Bereitstellung und Erhaltung notwendiger Dienste
- Aufrechterhaltung von Recht und Ordnung als Unterstützung der Polizei, wie von der Regierung angeordnet
- Unterstützung von Staatsbehörden wie von der Regierung angeordnet
- Einhaltung internationaler Verpflichtungen wie friedenssichernde Missionen und regionale militärische Zusammenarbeit[31]

Es gibt keine Wehrpflicht. Verteidigungsminister ist seit 2020 Prince Maliehe.

### Kommandeure der LDF (LPF, RLDF)
| Name                                      | Beginn der Amtszeit                            | Ende der Amtszeit     |
| ----------------------------------------- | ---------------------------------------------- | --------------------- |
| General Justin Metsing Lekhanya           | Juli 1974 (PMU)                                | 1991                  |
| General Elias Phisoana Ramaema            | 1991                                           | ?                     |
| Generalleutnant Obed Metsing              | ?                                              | 1993                  |
| General Augustinius Makhula Mosakeng      | 1994                                           | 1998 (erzwungen)      |
| N. N.                                     | 1998                                           | 1998                  |
| General Augustinius Makhula Mosakeng      | 1998                                           | 27. Oktober 2004      |
| Generalleutnant E. Thuso Motanyane        | 27. Oktober 2004                               | 24. August 2011       |
| Generalmajor Phatoli Lekanyane            | 24. August 2011                                | 18. März 2012         |
| Generalleutnant Tlali Kamoli              | 19. März 2012                                  | 29. August 2014       |
| Generalleutnant Maaparankoe Mahao         | 29. August 2014 (faktisch nicht im Amt)        | 22. Mai 2015          |
| Generalleutnant Tlali Kamoli              | 22. Mai 2015 (rückwirkend zum 29. August 2014) | 1. Dezember 2016      |
| Generalleutnant Khoantle Motšomotšo       | 1. Dezember 2016                               | 5. September 2017 (†) |
| Generalmajor Lineo Poopa                  | 6. September 2017 (kommissarisch)              | 22. Januar 2018       |
| Generalleutnant Mojalefa Exavery Letsoela | seit 23. Januar 2018                           |                       |

### Personal
2020 betrug die Stärke der LDF rund 2000 Personen, darunter einige Frauen.

### Bewaffnung
Der LDF stehen folgende Fahrzeuge und Waffensysteme zur Verfügung:
| Typ          | Herkunft               | Funktion                | Anzahl | Anmerkung                     |
| ------------ | ---------------------- | ----------------------- | ------ | ----------------------------- |
| T-55         | Sowjetunion            | Kampfpanzer             | 1      |                               |
| AML-90       | Frankreich             | Spähpanzer              | 4      |                               |
| BRDM-2       | Sowjetunion            | Spähpanzer              | 2      | vermutlich nicht einsatzfähig |
| RAM-2000     | Israel                 | Spähpanzer              | 6      |                               |
| RBY-1        | Israel                 | Spähpanzer              | 10     |                               |
| S52 Shorland | Vereinigtes Königreich | Spähpanzer              | 8      |                               |
| M40          | Vereinigte Staaten     | Rückstoßfreies Geschütz | 6      |                               |

Des Weiteren stehen noch ungefähr zwei Haubitzen und zehn Mörser bereit.

### Air Wing
Der Air Wing (etwa: „die Flugstaffel“) verfügt über mehrere Flugzeuge und Hubschrauber, darunter drei Hubschrauber des Typs Bell 412, zwei Hubschrauber H125 sowie drei Transportflugzeuge des Typs CASA C-212 und eine Gippsland GA-8 „Airvan“. Die Hubschrauber des Typs Bo 105 und Bell 47G sowie das Kleinflugzeug Cessna 182 wurden ausgemustert. 1989 stürzte eine Maschine dieses Typs bei Qacha’s Nek ab; alle Insassen starben. Bei einem Hubschrauberabsturz 2017 starben vier Soldaten.

## Sonstiges
Als Lesotho Paramilitary Force, Royal Lesotho Defence Force und Lesotho Defence Force errang der Fußballverein der Armee zahlreiche Meistertitel. Er trägt seine Spiele in Maseru aus.
Der Tag des Militärputsches 1986, der 20. Januar, wurde 1987 erstmals als gesetzlicher Feiertag Army Day begangen und löste den 9. Dezember als Feiertag ab. Am 9. Dezember 1982 hatten südafrikanische Truppen bei einer Kommandoaktion 42 Menschen in Maseru getötet. Heute ist der 20. Januar kein gesetzlicher Feiertag mehr, wird aber immer noch als Army Day begangen.
Am Ort des Hauptquartiers Makoanyane befindet sich auch das Makoanyane Military Hospital.